# Élection présidentielle colombienne de 1994
L'élection présidentielle colombienne de 1994 se déroule le 29 mai et le 19 juin 1994 en Colombie afin d'élire le président de la République. Ernesto Samper, alors ambassadeur en Espagne et candidat du parti libéral, arrive en tête du 1er tour avec 45,3 % des votes. Ses plus proches poursuivants furent Andrés Pastrana Arango, candidat du parti conservateur (44,98 %) et le chef de guérilla Antonio Navarro Wolff (en) (3,79 %).
Ernesto Samper l'emporte alors au second tour, avec 50,57 % des suffrages contre 48,45 % pour Pastrana et devient ainsi le 54e président de Colombie.